# EDVAC
1949-ben jelent meg az EDVAC (Electronic Discrete Variable Automatic Computer, elektronikus diszkrét változós automata számítógép), amely Neumann János (1903–1957) magyar matematikus elvei alapján, az ő közreműködésével készült. Ez volt az első, belső programvezérlésű, elektronikus, digitális, univerzális számítógép. Jelentős újítása, hogy (elődjétől, az ENIAC-tól eltérően) bináris számábrázolást és aritmetikát használt. Tárolt programú számítógép volt.
Az ENIAC utóda, az EDVAC Mauchly és Eckert vezetésével épült 1944-től 1948-ig (véglegesen csak 1951-ben helyezték üzembe). Ez a gép már Neumann János elvei alapján úgy készült, hogy a programot és az adatokat a memóriában tárolta. Az EDVAC sok fontos vonásban különbözött elődeitől. Sokkal nagyobb memóriája volt: egy elsődleges 1024 szavas higany-késleltetővonalas operatív tár és egy másodlagos, lassabb, mintegy 20 kiloszó kapacitású mágnesdrótos tár. Mivel a késleltetővonalas tár soros (bitenkénti) elérésű volt, ezért az aritmetikai-logikai egység is soros volt, bitenként dolgozta fel az adatokat. A gép négycímes utasításokat használt: aritmetikai utasításoknál ebből kettő volt a két operandus címe, egy az eredmény címe és egy a következőként végrehajtandó utasítás címe. Egy program végrehajtásához előbb az egész programot és az adatokat be kellett táplálni a memóriába. Adatbevitelre egy írógépszerű eszközt használtak, ami közvetlenül a mágnesdrótra írta az információt. Adatkivitelre egy nyomtatót alkalmaztak. "Az EDVAC fizikailag közel 6000 vákuumcsövet és 12.000 diódát tartalmazott."
Ettől kezdve már a papírból készült lyukszalag olvasási sebessége nem korlátozta a számítógép sebességét, és egy új probléma megoldásához nem kellett a gépet áthuzalozni. Több mint 85 négyzetméteres szerkezet volt.
Mivel Neumann a számítógép-készítési elveit és az EDVAC terveit (First Draft of a Report on the EDVAC) széles körben közreadta, az EDVAC üzembe helyezésekor már világszerte rengeteg tárolt programú számítógép működött. (Az első ilyen gép a Cambridge-i Egyetemen épített EDSAC volt.)